# Ku den næste dans blive min?
Ku den næste dans blive min? er det femtende studiealbum af den danske popsanger Poul Krebs udgivet i september 2006.

## Spor
1. "The Young Inspiration Society"
2. "GSG (Går den så går den)"
3. "Mesterværk"
4. "Dæmoner og engle"
5. "Ford Anglia"
6. "Når det bli'r sommer"
7. "Så godt som alt"
8. "Køen i Kvickly"
9. "Drømmere som os"
10. "1. Division"
11. "Reparer min himmel"
12. "De blå barakker"